# Manon Arcangioli
Manon Arcangioli (Rouen, 28 augustus 1994) is een tennisspeelster uit Frankrijk. In 2015 kreeg zij een wildcard voor Roland Garros op het vrouwenenkelspel en het vrouwendubbelspel.

## Posities op deWTA-ranglijst
Positie per einde seizoen:
| jaar | rang enkelspel | rang dubbelspel |
| ---- | -------------- | --------------- |
| 2011 | 1042           | 1229            |
| 2012 | 576            | 639             |
| 2013 | 424            | 387             |
| 2014 | 334            | 474             |
| 2015 | 321            | 326             |
| 2016 | 380            | 264             |
| 2017 | 389            | 226             |
| 2018 | 308            | 239             |
| 2019 | 643            | 252             |
| 2020 | 648            | 274             |
| 2021 | 713            | 425             |
| 2022 | 808            | –               |

## Resultaten grandslamtoernooien
| Legenda | Legenda                          |
| ------- | -------------------------------- |
| g.t.    | geen toernooi gehouden           |
| l.c.    | lagere categorie                 |
| –       | niet deelgenomen                 |
| G       | uitgeschakeld in de groepsfase   |
| 1R      | uitgeschakeld in de eerste ronde |
| 2R      | uitgeschakeld in de tweede ronde |
| 3R      | uitgeschakeld in de derde ronde  |
| 4R      | uitgeschakeld in de vierde ronde |
| KF      | uitgeschakeld in de kwartfinale  |
| HF      | uitgeschakeld in de halve finale |
| F       | de finale verloren               |
| W       | het toernooi gewonnen            |
| w-v     | winst/verlies-balans             |

### Enkelspel
| Toernooi        | 2015 |
| --------------- | ---- |
| Australian Open | –    |
| Roland Garros   | 1R   |
| Wimbledon       | –    |
| US Open         | –    |

### Vrouwendubbelspel
| toernooi        | 2015 | 2016 | 2017 | 2018 |
| --------------- | ---- | ---- | ---- | ---- |
| Australian Open | –    | –    | –    | –    |
| Roland Garros   | 1R   | 1R   | 1R   | 1R   |
| Wimbledon       | –    | –    | –    |      |
| US Open         | –    | –    | –    |      |

### Gemengd dubbelspel
| toernooi        | 2019 |
| --------------- | ---- |
| Australian Open | –    |
| Roland Garros   | 1R   |
| Wimbledon       | –    |
| US Open         | –    |